# Alex Eales
Alex Eales ist ein britischer Bühnen- und Kostümbildner.

## Leben und Werk
Alex Eales studierte an der Wimbledon School of Art.
2002 entwarf er die Kostüme für die Uraufführung von Rona Munros psychologischem Drama Iron am Traverse Theatre in Edinburgh. Nach der Uraufführung im Rahmen des Edinburgh Fringe Festivals war diese Produktion auch am Royal Court Theatre in London und am Schauspiel Leipzig zu sehen. Seither arbeitet Eales überwiegend als Bühnenbildner in England, Schottland und Wales. Er stattet sowohl Sprechstücke, als auch Opern und Musicals aus, beispielsweise Shakespeares Romeo and Juliet, Ibsens Ghosts, Brechts The Resistible Rise of Arturo Ui und dessen The Caucasian Chalk Circle sowie eine Reihe von Gegenwartsautoren. Im Sektor Musical gestaltete Bühnenbilder unter anderem für My Fair Lady, West Side Story und The Wizard of Oz. Er arbeitete und arbeitet am Pleasance in Edinburgh, am National Theatre Wales, am Liverpool Playhouse Studio, am Lyceum Theatre in Sheffield, am Wartford Palace Theatre in Hertfordshire, am Drum Theatre in Plymouth, am Warwick Arts Centre in Coventry, am Royal & Derngate in Northampton, am Birmingham Repertoire Theatre und am Cambridge Arts Theatre sowie an einer Reihe von Londoner Bühnen – darunter das Arcola, das KAOS, das Theatre 503, das Royal Court Theatre – und auch am Londoner Werst End. Wie in Großbritannien üblich, waren viele der von ihm ausgestatteten Produktionen auf National Tour im ganzen Land zu sehen.
Langjährige Zusammenarbeit besteht mit der britischen Regisseurin Katie Mitchell, sowohl in der Oper als auch im Sprechtheater. Mitchell hat einen sehr persönlichen und charakteristischen Stil entwickelt, zumeist mit Simultanbühnen und Videoprojektionen, im Sprechstück stets mit Theatermikrofonen, die einen Kammerton und sehr filmisches Arbeiten ermöglichen. Gemeinsame Projekte führten die Regisseurin und den Bühnenbildner an Bühnen in Stockholm, Kopenhagen, Köln, Berlin und Hamburg, zum Festival d’Aix-en-Provence, an die English National Opera und die Studiobühne des Royal Opera House Covent Garden. Besonders eindrucksvolle Bilder gelangen Regisseurin und Bühnenbildner bei ihrer Produktion von Samuel Becketts Glücklichen Tagen am Deutschen Schauspielhaus in Hamburg:

„Mit der ingeniösen Idee, in der kanonisierten Szenerie von Samuel Becketts Glücklichen Tagen das Element des Untergangs auszuwechseln, ist der Regisseurin Katie Mitchell und ihrem Ausstatter Alex Eales ein spektakulärer Theatercoup gelungen. Julia Wieningers Kopf, auf dem unbewegten Wasserspiegel schwimmend wie auf einem Tablett, und ihre weit geöffneten, von stiller Panik verschatteten Augen wird man lange in Erinnerung behalten. Ein Bild wie eine Epochensignatur.“

2015 wurde er von Interimsintendant Sven-Eric Bechtolf eingeladen, bei den Salzburger Festspielen für dessen Neuproduktion von Mozarts Le nozze di Figaro das Bühnenbild zu gestalten. Kostümbildner war Mark Bouman, Lichtdesigner Friedrich Rom. Es spielten die Wiener Philharmoniker unter Leitung von Dan Ettinger. Diese Produktion wird 2016 wieder aufgenommen.

## Bühnenbilder (Auswahl)

### Zusammenarbeit mit Katie Mitchell im Sprechtheater
- 2008: Jungfruleken von August Strindberg – Kungliga Dramatiska Teatern (Stockholm)
- 2008: Wunschkonzert von Franz Xaver Kroetz – Schauspiel Köln und 2009 Theatertreffen Berlin
- 2010: Miss Julie von August Strindberg, R: Katie Mitchell und Leo Warner – Schaubühne am Lehniner Platz (Berlin), auch am Barbican (London)
- 2012: Reise durch die Nacht von Friederike Mayröcker – Schauspiel Köln, sowie 2013 Theatertreffen Berlin und Festival d’Avignon
- 2013: Alles Weitere kennen Sie aus dem Kino von Martin Crimp – Deutsches Schauspielhaus, Hamburg
- 2015: Glückliche Tage von Samuel Beckett – Malersaal Deutsches Schauspielhaus, Hamburg
- 2015: Reisende auf einem Bein von Herta Müller – Deutsches Schauspielhaus, Hamburg
- 2016: Cleansed von Sarah Kane – National Theatre (London)

### Opern- und Musicalproduktionen
- 2007: Llywelyn ap Myrddins The Crocodile – Arcola Theatre, (London)
- 2009: Merediths Tarantula in Petrol Blue, R: Bijan Sheibani – Aldeburgh Music (Snape (Suffolk))
- 2010: Mozarts Idomeneo, R: Katie Mitchell – English National Opera (London)
- 2011: MacMillans Clemency, R: Katie Mitchell – Linbury Studio am Royal Opera House (London) und Scottish Opera (Glasgow)
- 2012: Mozarts Così fan tutte, R: Harry Fehr – Opera Holland Park (London)
- 2013: Mendonças The House Taken Over, R: Katie Mitchell – Festival d’Aix-en-Provence, danach auch in Strasbourg und Luxemburg
- 2014: Sondheims Into the Woods, R: Lee Blakeley – Théâtre du Châtelet (Paris)
- 2014: Mozarts Don Giovanni, R: Anna Dirckinck-Holmfeld – Königliche Oper Kopenhagen
- 2015: Mozarts Le nozze di Figaro, R: Sven-Eric Bechtolf – Salzburger Festspiele
- 2015: Verdis Macbeth, R: Lee Blakeley – Opera Theatre of Saint Louis